# ليونيل تيت
ليونيل ألكسندر تيت (مواليد 30 يناير 1987) (بالإنجليزية: Lionel Alexander Tate)‏ هو أصغر مواطن أمريكي حُكم عليه بالسجن مدى الحياة دون إمكانية الإفراج المشروط عنه. في يناير 2001، عندما كان تيت في الثالثة عشر من عمره، أُدين بارتكاب جريمة قتل من الدرجة الأولى بعدما قتل فتاة تبلغ من العمر 6 سنوات تدعى تيفاني في مقاطعة بروارد (فلوريدا).